# Ota Hofman
Ota Hofman, alias Ota Dvorský, né le 10 avril 1928 à Prague et mort le 17 mai 1989 dans la même ville, est un écrivain tchécoslovaque de littérature pour enfants et pour jeunes adultes et scénariste.

## Biographie
Ota Hofman est connu pour avoir notamment créé le célèbre personnage de Pan Tau, co-écrit avec le réalisateur Jindřich Polák.
Ota Hofman a grandi à Kostelní Lhota en République tchèque et y a fréquenté l'école et le lycée. Après avoir obtenu son diplôme d'études secondaires en 1948, il a commencé à étudier le Droit à l'académie commerciale. 
En 1949, il s'inscrit à la Faculté de cinéma et de télévision de Prague de l'Académie des arts du spectacle, où il étudie la dramaturgie et l'écriture de scénarios jusqu'en 1953. 
À partir de 1955, Ota Hofman est dramaturge de films pour enfants aux studios de cinéma Barrandov. Son personnage le plus célèbre était Pan Tau (Monsieur Tau avec son chapeau melon et son costume à queue de pie), qu'il a créé avec le réalisateur Jindřich Polák et qui fut même interprété par le comédien Otto Šimánek. Beaucoup d'autres de ses personnages et séries étaient également populaires auprès des enfants dans les années 1970 et 1980. Les histoires, pour la plupart fantastiques, ont été diffusées non seulement en Tchécoslovaquie mais aussi en Allemagne de l'Est et en République fédérale allemande. 
En 1982, Ota Hofman devient le responsable de l'écriture des scénarios aux studios Barrandov. Il a réalisé les scénarios de films pour la jeunesse, notamment Expédition Adam 84, Trois Noisettes pour Cendrillon, Le Prince des chats, La Belle et la Bête et La Petite Sirène.

## Récompenses et distinctions
- 1976 : (international) « Honor List »[6], de l' IBBY, pour Cervena Culna